# Ellen McLain

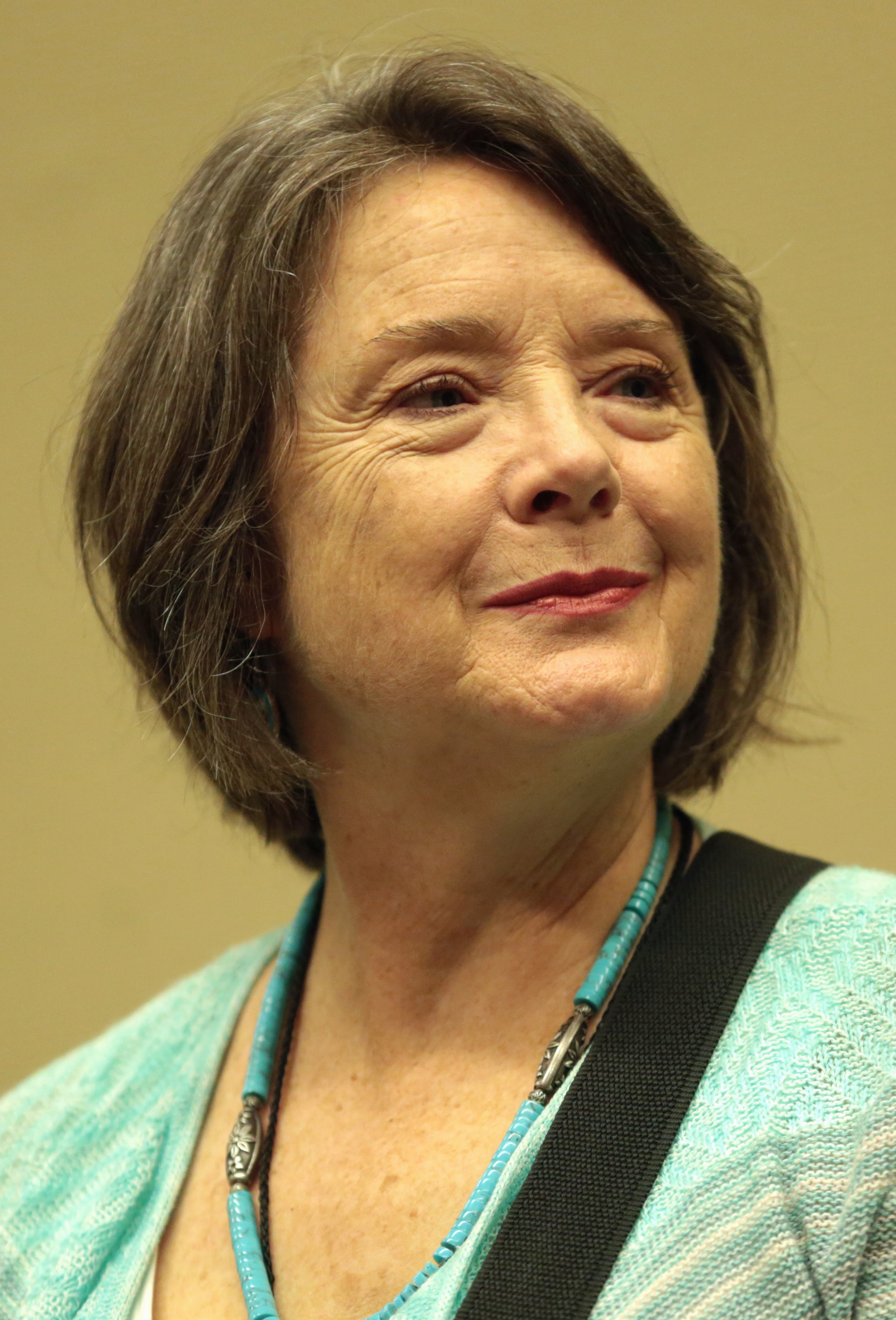
Ellen McLain (2017)

Ellen McLain (geboren 1. Dezember 1952 in Nashville, Tennessee) ist eine US-amerikanische Synchronsprecherin.

## Leben
McLain studierte an der The North Carolina School of the Arts und an dem The New England Conservatory in Boston Musik, an dem sie einen Abschluss als Bachelor und einen Abschluss mit Auszeichnung als Master erlangte.
McLains Stimme ist in vielen Videospielen von Valve zu hören. In Portal und Portal 2 lieh sie ihre Stimme der künstlichen Intelligenz des Computers GLaDOS, der im Laufe des Spiels versucht, den Spieler umzubringen und den kleinen Sentry Turrets, die eine Art kleiner Roboter sind, die von GLaDOS erschaffen wurden, um dem Testsubjekt die Testkammern schwerer zu machen. In Team Fortress 2 ist sie die weibliche Stimme, die verschiedene Ereignisse, wie z. B. den Start des Spiels, ansagt. In DotA 2 leiht McLain ihre Stimme den Charakteren der Broodmother und Death Prophet. In Half-Life 2 spricht sie eine Stimme, die den Combine, außerirdischen Angreifern, immer wieder die gleichen Befehle „Auffinden, ergreifen, vernichten“ gibt. Ihre Stimme ist folglich in allen Spielen von The Orange Box zu hören.
McLain sang in Portal außerdem den Song Still Alive von Jonathan Coulton, der zu hören ist, nachdem GLaDOS besiegt wurde. Auch im zweiten Teil ist ihre Stimme im Song Want You Gone während des Abspanns zu hören.
Verheiratet ist sie mit John Patrick Lowrie, der ebenfalls als Synchronsprecher seine Stimme verleiht.